# Nuoto ai campionati mondiali di nuoto 2022 - 800 metri stile libero maschili
La gara di nuoto degli 800 metri stile libero maschili dei campionati mondiali di nuoto 2022 è stata disputata il 20 e 21 giugno 2022 presso la Duna Aréna di Budapest. Vi hanno preso parte 30 atleti provenienti da 27 nazioni.
La competizione è stata vinta dal nuotatore statunitense Robert Finke, mentre l'argento e il bronzo sono andati rispettivamente al tedesco Florian Wellbrock e all'ucraino Mychajlo Romančuk.

## Podio
| Posizione | Atleta            | Nazionalità |
| --------- | ----------------- | ----------- |
| Oro       | Robert Finke      | Stati Uniti |
| Argento   | Florian Wellbrock | Germania    |
| Bronzo    | Mychajlo Romančuk | Ucraina     |

## Programma
| Data           | Ora (UTC+2) | Turno    |
| -------------- | ----------- | -------- |
| 20 giugno 2022 | 09:57       | Batterie |
| 21 giugno 2022 | 18:02       | Finale   |

## Record
Prima della competizione il record del mondo e il record dei campionati erano i seguenti:
| Record mondiale       | 7'32"12 | Zhang Lin Cina | 26 luglio 2009 Roma, Italia |
| Record dei campionati | 7'32"12 | Zhang Lin Cina | 26 luglio 2009 Roma, Italia |

Nel corso della competizione non sono stati migliorati.

## Risultati

### Batterie
| Pos. | Batteria | Corsia | Atleta                      | Nazionalità   | Tempo   | Note |
| ---- | -------- | ------ | --------------------------- | ------------- | ------- | ---- |
| 1    | 3        | 4      | Mychajlo Romančuk           | Ucraina       | 7'44"75 | Q    |
| 2    | 3        | 5      | Florian Wellbrock           | Germania      | 7'44"75 | Q    |
| 3    | 3        | 6      | Gabriele Detti              | Italia        | 7'46"08 | Q    |
| 4    | 4        | 4      | Gregorio Paltrinieri        | Italia        | 7'46"24 | Q    |
| 5    | 3        | 1      | Daniel Wiffen               | Irlanda       | 7'46"32 | Q    |
| 6    | 4        | 3      | Robert Finke                | Stati Uniti   | 7'46"36 | Q    |
| 7    | 4        | 2      | Guilherme da Costa          | Brasile       | 7'46"90 | Q    |
| 8    | 4        | 8      | Damien Joly                 | Francia       | 7'47"46 | Q    |
| 9    | 4        | 7      | Samuel Short                | Australia     | 7'48"28 |      |
| 10   | 4        | 1      | Daniel Jervis               | Gran Bretagna | 7'50"55 |      |
| 11   | 3        | 2      | Henrik Christiansen         | Norvegia      | 7'50"98 |      |
| 12   | 3        | 7      | Charlie Clark               | Stati Uniti   | 7'51"59 |      |
| 13   | 4        | 0      | Marwan El-Kamash            | Egitto        | 7'52"08 |      |
| 14   | 2        | 3      | Kim Woo-min                 | Corea del Sud | 7'53"27 |      |
| 15   | 4        | 5      | Lukas Märtens               | Germania      | 7'55"21 |      |
| 16   | 4        | 9      | Dimitrios Markos            | Grecia        | 8'00"08 |      |
| 17   | 3        | 9      | Bar Soloveychik             | Israele       | 8'04"14 |      |
| 18   | 3        | 8      | Zhang Ziyang                | Cina          | 8'04"18 |      |
| 19   | 2        | 5      | Carlos Garach               | Spagna        | 8'05"52 |      |
| 20   | 2        | 6      | Juan Manuel Morales         | Colombia      | 8'05"61 |      |
| 21   | 2        | 4      | Ákos Kalmár                 | Ungheria      | 8'06"67 |      |
| 22   | 3        | 0      | José Paulo Lopes            | Portogallo    | 8'14"40 |      |
| 23   | 2        | 2      | Kushagra Rawat              | India         | 8'15"96 |      |
| 24   | 1        | 5      | Rafael Ponce de León        | Perù          | 8'17"49 |      |
| 25   | 2        | 1      | Nguyễn Hữu Kim Sơn          | Vietnam       | 8'24"02 |      |
| 26   | 2        | 0      | Rodolfo Falcón              | Cuba          | 8'24"45 |      |
| 27   | 1        | 4      | Loris Bianchi               | San Marino    | 8'27"93 |      |
| 28   | 2        | 7      | Cheuk Ming Ho               | Hong Kong     | 8'32"67 |      |
| 29   | 2        | 8      | Ratthawit Thammananthachote | Thailandia    | 8'35"86 |      |
| 30   | 1        | 3      | Muhammad Siddiqui           | Pakistan      | 8'57"59 |      |
| -    | 3        | 3      | Elijah Winnington           | Australia     | -       | dns  |
| -    | 4        | 6      | Felix Auböck                | Austria       | -       | dns  |

### Finale
| Pos.    | Corsia | Atleta               | Nazionalità | Tempo   | Note |
| ------- | ------ | -------------------- | ----------- | ------- | ---- |
| Oro     | 7      | Robert Finke         | Stati Uniti | 7'39"36 |      |
| Argento | 5      | Florian Wellbrock    | Germania    | 7'39"63 |      |
| Bronzo  | 4      | Mychajlo Romančuk    | Ucraina     | 7'40"05 |      |
| 4       | 6      | Gregorio Paltrinieri | Italia      | 7'41"19 |      |
| 5       | 1      | Guilherme da Costa   | Brasile     | 7'45"48 |      |
| 6       | 3      | Gabriele Detti       | Italia      | 7'47"75 |      |
| 7       | 8      | Damien Joly          | Francia     | 7'48"10 |      |
| 8       | 2      | Daniel Wiffen        | Irlanda     | 7'50"63 |      |